# Brussels Airlines

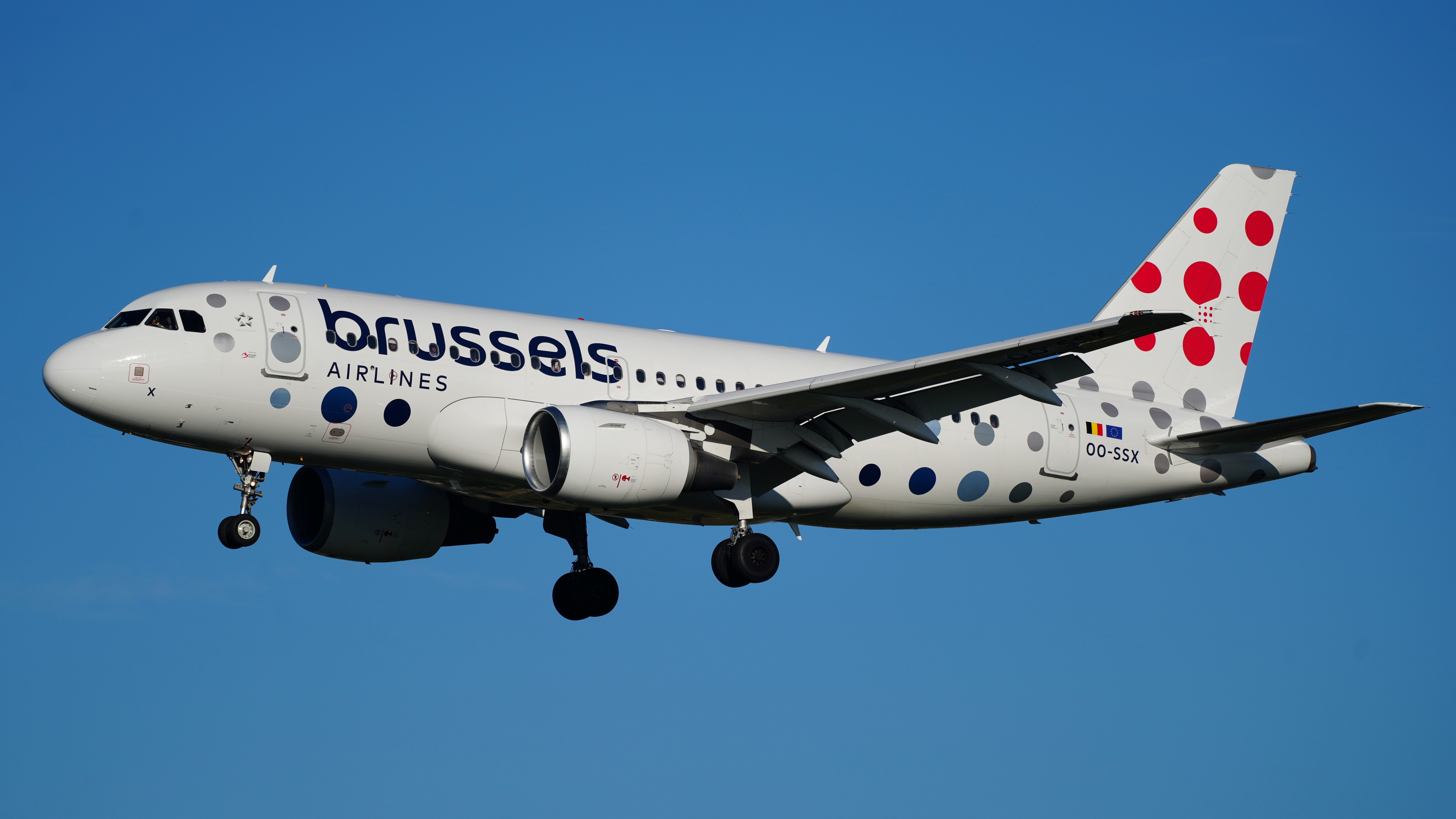
Brussels Airlines A319-111 i den nyaste färgerna.

Brussels Airlines (skrivet som brussels airlines) är Belgiens största flygbolag med bas på Bryssel-Zaventems flygplats. Det är ett dotterbolag inom Lufthansakoncernen.
Brussels Airlines flyger till fler än 90 destinationer i Europa, Nordamerika, Afrika och Asien. Det erbjuder också charterflyg, underhåll av flygplan och utbildning till kabinpersonal. Flygbolaget är medlem av Star Alliance. Flygbolagets IATA-kod SN refererar till dess föregångare Sabena och SN Brussels Airlines. 
Lufthansa köpte 45 procent av Brussels Airlines 2009 och meddelade i september 2016 att de ville köpa resterande aktier för 2,6 miljoner euro. Transaktionen slutfördes i början av januari 2017.

Brussels Airlines Karta över alla länder som flygbolaget kör till.

## Flotta

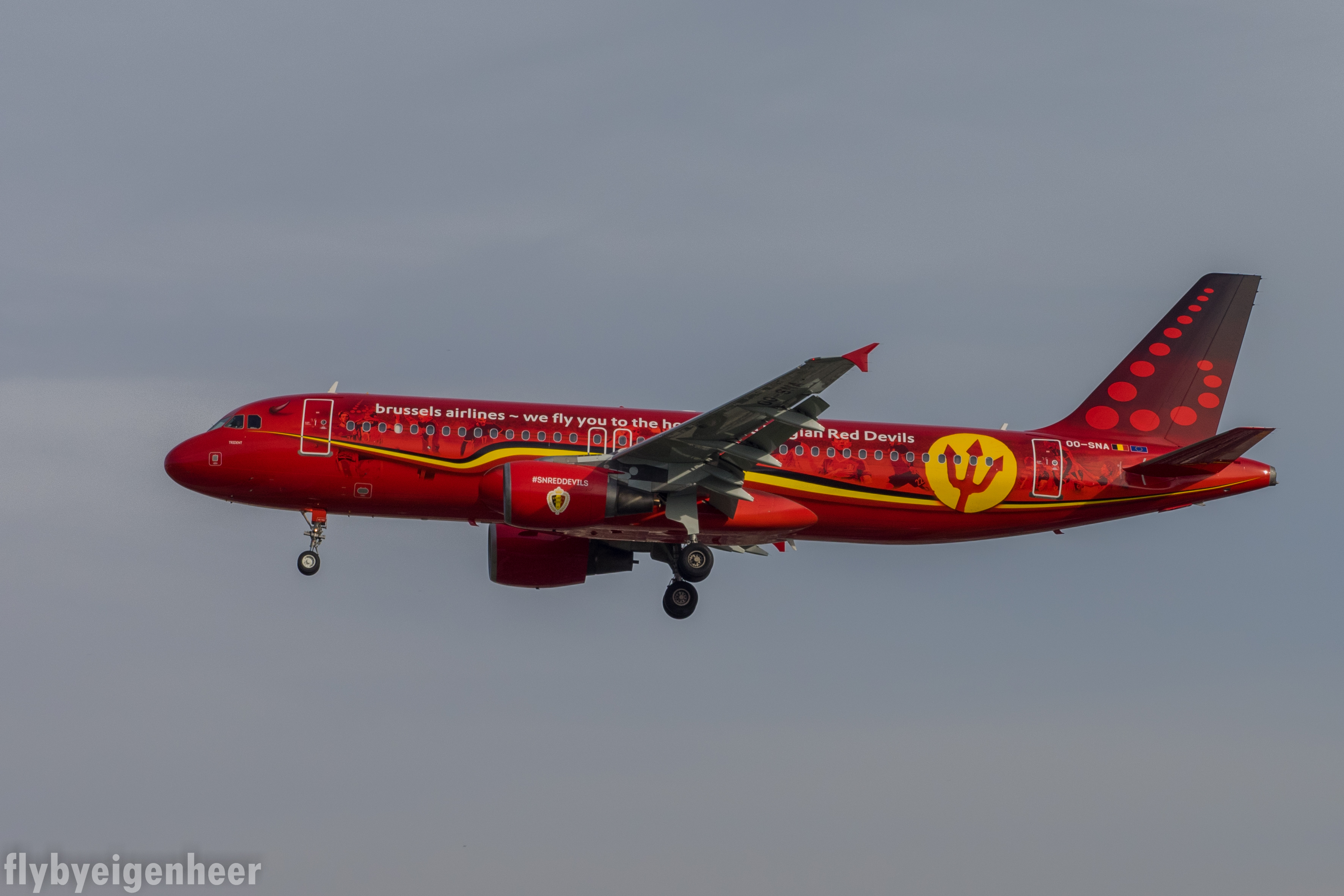
Brussels Airlines Airbus A320-200 i Red Devils-målning

Brussels Airlines flotta såg ut så här i augusti 2017 

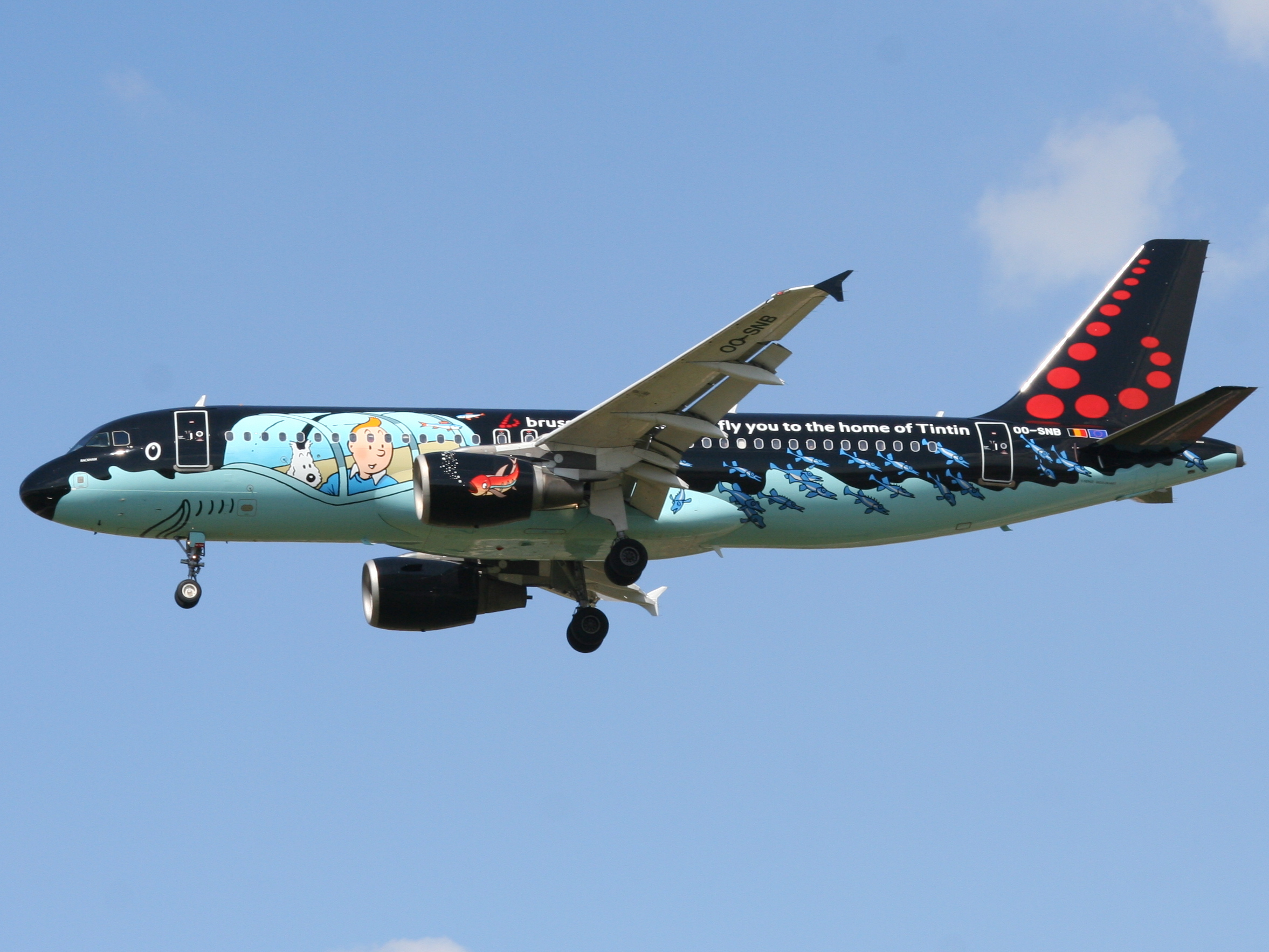
Brussels Airlines Airbus A320-200 i Tintin-målning

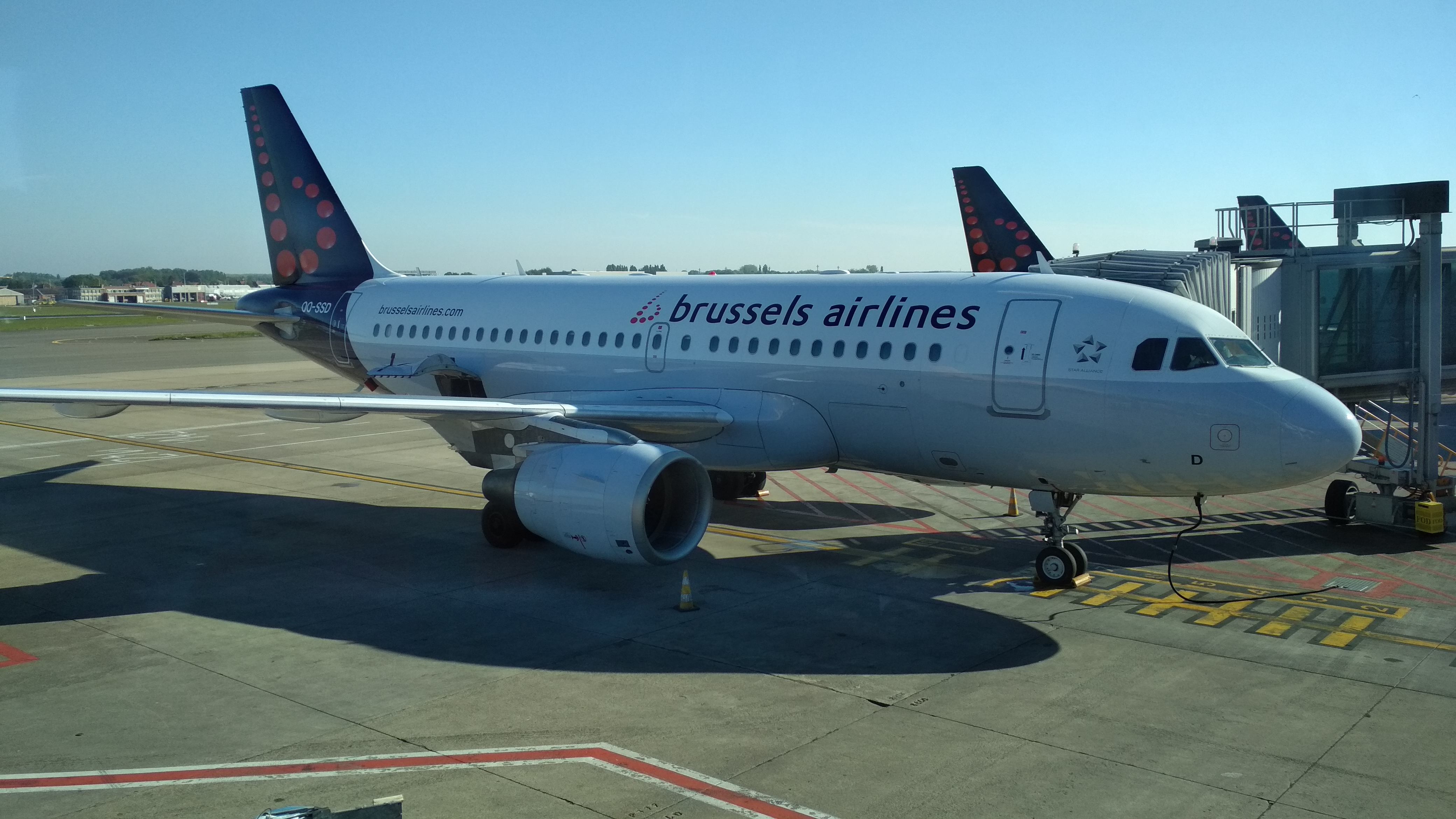
Brussels Airlines A319 i gamla färger.